# Madagascarophis fuchsi
Espèce
Madagascarophis fuchsi est une espèce de serpents de la famille des Lamprophiidae. 

## Répartition
Cette espèce est endémique de la région de Diana à Madagascar. Elle se rencontre sur la montagne des Français.

## Étymologie
Cette espèce est nommée en l'honneur de Dieter Fuchs.

## Publication originale
- Glaw, Kucharzewski, Köhler, Vences & Nagy, 2013 : Resolving an enigma by integrative taxonomy: Madagascarophis fuchsi (Serpentes: Lamprophiidae), a new opisthoglyphous and microendemic snake from northern Madagascar. Zootaxa, no 3630 (2), p. 317–332.